# ロッカウェイ・アベニュー駅 (INDフルトン・ストリート線)
ロッカウェイ・アベニュー駅 (Rockaway Avenue) はブルックリン区のロッカウェイ・アベニューとフルトン・ストリート交差点に位置するニューヨーク市地下鉄INDフルトン・ストリート線の駅。A系統が深夜のみ、C系統が深夜を除く終日停車する。

## 歴史
駅は1936年4月9日に開業した。当初は終着駅で、第二次世界大戦の影響で当駅以東の建設は大幅に遅れ（1942年からは一時中断していた）、約10年の間終着駅として機能していた。

## 駅構造
| G          | 地上階                     | 出入口 |
| M          | 改札階                     | 改札口、駅員詰所、メトロカード自動券売機 |
| P ホーム階 | 相対式ホーム、右側扉が開く | 相対式ホーム、右側扉が開く |
| P ホーム階 | 北行緩行線                 | ← 深夜帯：207丁目駅行き（ラルフ・アベニュー駅） ← 168丁目駅行き（ラルフ・アベニュー駅）                                                       |
| P ホーム階 | 北行急行線                 | ← 深夜帯以外：通過 |
| P ホーム階 | 南行急行線                 | → 深夜帯以外：通過 → |
| P ホーム階 | 南行緩行線                 | → 深夜帯：ファー・ロッカウェイ駅行き（ブロードウェイ・ジャンクション駅）→ ユークリッド・アベニュー駅行き（ブロードウェイ・ジャンクション駅）→ |
| P ホーム階 | 相対式ホーム、右側扉が開く | |

当駅は相対式ホーム2面4線の構造で、ホームには赤色の壁面タイルがある。

### 出口
駅は改札を2か所備える。西側に終日営業の改札があり、フルトン・ストリートとトーマス・S・ボイランド・ストリート交差点の西に出るが、東側の無人改札からは駅名にもなっているロッカウェイ・アベニューとフルトン・ストリート交差点の4つ角に出ることができる。